# Jens-Peter Herold
Jens-Peter Herold (n. 2 iunie 1965, Neuruppin, Brandenburg, Germania) este un atlet ce a reprezentat Germania, medaliat olimpic. A participat la două ediții ale Jocurilor Olimpice (1988, 1992) în care a câștigat o medalie de bronz în proba de 1500 de metri. În 1990 a devenit campioan european.

## Palmares
| An   | Competiție                   | Locație                   | Loc | Eveniment | Note    |
| ---- | ---------------------------- | ------------------------- | --- | --------- | ------- |
| 1987 | Campionatul European în sală | Liévin, Franța            | 2   | 1500 m    | 3:45,36 |
| 1987 | Cupa Europei                 | Praga, Cehoslovacia       | 3   | 1500 m    | 3:46,19 |
| 1987 | Campionatul Mondial          | Roma, Italia              | 6   | 1500 m    | 3:40,14 |
| 1988 | Jocurile Olimpice            | Seul, Coreea de Sud       | 3   | 1500 m    | 3:36,21 |
| 1989 | Cupa Europei                 | Gateshead, Marea Britanie | 4   | 1500 m    | 3:48,70 |
| 1989 | Cupa Mondială                | Barcelona, Spania         | 2   | 800 m     | 1:45,04 |
| 1989 | Cupa Mondială                | Barcelona, Spania         | 3   | 1500 m    | 3:35,87 |
| 1990 | Campionatul European în sală | Gateshead, Marea Britanie | 1   | 1500 m    | 3:44,39 |
| 1990 | Campionatul European         | Split, Iugoslavia         | 1   | 1500 m    | 3:38,35 |
| 1991 | Cupa Europei                 | Frankfurt, Germania       | 2   | 1500 m    | 3:43,47 |
| 1991 | Campionatul Mondial          | Tokio, Japonia            | 4   | 1500 m    | 3:35,37 |
| 1992 | Jocurile Olimpice            | Barcelona, Spania         | 6   | 1500 m    | 3:41,53 |
| 1993 | Cupa Europei                 | Roma, Italia              | 4   | 800 m     | 3:43,47 |
| 1993 | Campionatul Mondial          | Stuttgart, Germania       | 32  | 1500 m    | 3:50,64 |
| 1994 | Campionatul European         | Helsinki, Finlanda        | 14  | 1500 m    | 3:40,24 |
| 1995 | Campionatul Mondial          | Göteborg, Suedia          | 38  | 1500 m    | 3:49,24 |